# 李殿魁
李殿魁（1939年—），男，山东梁山人，中华人民共和国政治人物，曾任东营市人民政府市长，山东省政协副主席，第七届全国人大代表。